# Eilema brunnescens
Eilema brunnescens là một loài bướm đêm thuộc phân họ Arctiinae, họ Erebidae.